# Album-oriented rock
Альбомно-ориентированный рок (англ. album-oriented rock, досл. «рок, ориентированный на альбомы»), сокращённо AOR — формат мейнстримовских американских FM-радиостанций. В данном формате выступают студийные музыкальные группы, сольные исполнители или музыканты сайд-проектов, не имеющие возможности выступать вживую на сцене. К этой категории можно отнести «группы-однодневки».
Одной из первых AOR-групп была «Journey», поменявшая изначальное джаз-роковое звучание на радиоформат. Стандартами в звучание AOR’a являются: доступные хуки, риффовая музыка, мелодичные баллады и обязательный высокий красивый голос вокалиста.

## Определение границ формата
Из-за шаткого баланса составляющих формата AOR, трудно установить, что это именно такое. К примеру, пуристы рассматривают группы «Kansas», «Styx» и «Magnum», как помп-роковые сущности. Другие же видят в «Foreigner» и «Toto» либо «оголтелых рокеров» (на ранней стадии их карьеры так оно и было), либо «окопавшихся в хит-парадах мастеров баллад», которыми впоследствии стали оба. В любом случае, эти пять групп наглядно представляют собой сцену AOR’a.
В 1980-х—1990-х годах размывание границ формата возобновилось. Такие группы как «Harem Scarem» и «Winger» дополнили изначальную схему AOR’a более сложными ритмическими рисунками (альбом «Mood Swings» первых) и музыкальной утончённостью («Pull» вторых). «Bon Jovi», «Def Leppard» и «Europe» в 1990-х годах стали гигантами жанра, и даже рынок мейнстрима попал под их обаяние. Зачастую термин AOR используется как устоявшийся, понятный ярлык. Отличительные черты AOR: песня добрая и красивая, с напыщенными клавишными инструментами и текстом про обречённую любовь.

## История

### 1980-е годы, расцвет формата
Большинство лучших AOR-альбомов вышло в 1980-е, для мелодик-рока и AOR эти годы были золотым веком, среди них такие стандарты как — «Reckless» Брайана Адамса, «Living in Oz» Рика Спрингфилда, «Hi Infidelity» группы «REO Speedwagon», «Heart» группы «Heart» и «Everybody's Crazy» Майкла Болтона. Лучшую свою музыку, группы «Journey», Survivor, «Foreigner», «Toto» и «The Babys» сочинили в 1980-х. Появлялись также и новые группы, которые пожинали хорошие плоды и давали надежды на успешное будущее AOR. И вскоре уже такие команды, как «REO Speedwagon», «Heart», «Dokken», «Mr.Mister», «House of Lords», «Bad English», «Great White», «Saga», «Loverboy», «Y&T», «Dan Reed Network», «Stryper» и «Legs Diamond», либо выпустили хиты и стали очень богатыми и состоятельными, либо вели себя так, будто это непременно случится. На какое-то время Великобритания обзавелась собственной AOR-сценой и группы «FM», «Strangeways», «Tobruk», «Heavy Pettin», «Airrace», «Shy», «Alaska», «Terraplane», «Grand Prix», «Lionheart» и Робин Джордж подавали надежды. По мере того как 1980-е близились к завершению, и повсюду распространялось влияние MTV, границы между жанрами стали стираться и многие так называемые «хаир-метал команды» также попали под определение AOR. Зачастую более озабоченные имиджем и лучше умеющие заинтересовать прессу, такие группы как «Bon Jovi», «Def Leppard», «Motley Crue», «Poison», «Cinderella», «Winger», «Ratt», «White Lion» и «Warrant», выстраивали свой репертуар на песнях с мелодичной основой и запоминающимися припевами. Много слухов вносил и тот факт, что Брайан Адамс, «Def Leppard», «Europe», «Bon Jovi», «Extreme», «Mr Big» и Ричард Маркс начали массировано атаковать британский и американский хит-парады. И к 1990-м стало казаться, что позиции AOR неуязвимы, а его самые выдающиеся представители примеряли на себя статус суперзвёзд.

### 1990-е годы
С наступлением 1990-х, популярность AOR резко пошла вниз. Джени Лэйн рассказывал, как зайдя в офис своего рекорд-лейбла, на месте постера своей команды «Warrant» увидел фото группы «Alice in Chains». «Slaughter» тоже начали терять популярность, и когда они приехали в офис одного из британских музыкальных изданий, чтобы дать интервью, их попросили уйти. Принявшие вызов «Bon Jovi» записали альбом «Keep the Faith», а «Def Leppard» выпустили противоречивый «Slang». Многие AOR команды сменили музыкальный стиль на гранж. Рок-журналисты объявили настоящую «охоту за ведьмами», в 1990-х мелодик-року пришлось нелегко. Но несмотря ни на что, альбомы появлялись и в этом десятилетии, но только были уже менее популярными. Такие группы, как «Crown of Thorns», «Hugo», «Von Groove», «Ten», «Heartland», «Shotgun Symphony» и «Bone Machine» не бросали писать музыку, но их альбомы выходили, как правило, не на крупных, а на независимых лейблах, вроде Escape Music и ныне закрытом Now & Then Records.

## Известные альбомы
Лучшие альбомы 1970-х годов:
- The Grand Illusion[англ.] — Styx
- Evolution — Journey
- Boston — Boston
- Leftoverture — Kansas
- Violation[англ.] — Starz
- Foreigner — Foreigner
- Broken Heart — The Babys
- Toto — Toto
- Sinful — Angel
- Survivor — Survivor

Лучшие альбомы 1980-х годов:
- Raised On Radio — Journey
- Slippery When Wet — Bon Jovi
- Hysteria — Def Leppard
- 4 — Foreigner
- The Final Countdown — Europe
- Everybody’s Crazy — Michael Bolton
- Paradise Theater — Styx
- Toto IV — Toto
- Hi Infidelity — REO Speedwagon
- Indiscreet — FM

Лучшие альбомы 1990-х годов:
- For the Love of Strange Medicine — Steve Perry
- Crown of Thorns — Crown of Thorns
- Walk On — Boston
- Damn Yankees — Damn Yankees
- Adrenalize — Def Leppard
- Prisoners of Paradise — Europe
- Mood Swings — Harem Scarem
- Trial By Fire — Journey
- Unruly Child — Unruly Child
- In the Heart of the Young — Winger

### Характерные песни
(согласно Classic Rock)
- Abandon — Dare[англ.]
- Affair of the Heart — Rick Springfield
- Alive And Kickin' — Mr Big
- Amanda — Boston
- Armageddon — Prism
- Back on the Road Again — REO Speedwagon
- Before the Dawn — April Wine
- Burning Heart — Survivor
- Can’t Let You Go — Rainbow
- (Can’t Live Without Your) Love and Affection — Nelson
- Don’t Ever Wanna Lose Ya — New England
- Don’t You Know What Love Is? — Touch
- Eye Of The Tiger — Survivor
- Fantasy — Moxy
- Fire Dance — Gotthard
- Forever Young — Tyketto
- Gimme Your Love — Nantucket
- Goodnight L.A. — Strangeways
- Heard It Through the Grapevine — FM
- Heaven — Bryan Adams
- Hey World — Roadmaster
- Hold The Line — Toto
- How Far To Jerusalem — Magnum
- I Believe in You — Y&T
- I Got Your Number — Hughes/Thrall
- I Surrender — Rainbow
- In These Arms — Bon Jovi
- Kingdom of Desire — Toto
- Life’s Just An Illusion — Axe
- Listen (Can You Feel It) — American Tears
- Look But Don’t Touch — Skin
- Love Don’t Lie — House of Lords
- More Than I Can Say — Alias
- No Easy Way Out — Robert Tepper
- Once is Not Enough — Von Groove
- Only Time Will Tell — Asia
- Paradise Skies — Max Webster
- Pickin' Up the Pieces — Glenn Hughes
- Put on the Show — Zon
- Reflections — Shy
- Road of a Thousand Dreams — Trixter[англ.]
- Run To You — Bryan Adams
- Shine on Brightly — Starcastle
- Shoot to Kill — 1994
- Sister Christian — Night Ranger
- Somebody Like You — Trigger
- Straingt to Your Heart — Bad English
- Take It Or Leave It — Saga
- Tell Me That You Love Me — Storm
- Tempted — Squeeze
- The King and I — Reggie Knighton Band
- Too Much Ain’t Enough Love — Jimmy Barnes
- Wanna Be A Rock 'n' Roll Star — Eddie Money
- We Built This City — Starship
- What About Love? — Heart
- When It’s Love — Van Halen
- When I See You Smile — Bad English
- Wild on the Run — Tall Stories
- Without the Night — Winger
- Woman — Legs Diamond
- Working for the Weekend — Loverboy
- Ask Me Yesterday — Pride of Lions
- Coin of the Realm — Pride of Lions